# 시흥시의 마천루 목록
대한민국 경기도 시흥시의 마천루 목록이다. 대한민국의 「초고층 및 지하연계 복합건축물 재난관리에 관한 특별법」에 따르면 '초고층 건축물' 이란 층수가 50층 이상 또는 높이가 200m 이상인 건축물을 말한다.

## 마천루 순위
본 목록은 완공되었거나, 상량식을 끝낸 마천루이다.
| 순위 | 이름                                | 사진 | 위치   | 높이 | 층수 | 완공 연도 | 비고                                  |
| ---- | ----------------------------------- | ---- | ------ | ---- | ---- | --------- | ------------------------------------- |
| 1=   | 시흥 센트럴 푸르지오 101동          |      | 대야동 | 155m | 49층 | 2020년    | 현재 시흥시에서 가장 높은 마천루이다. |
| 2=   | 시흥 센트럴 푸르지오 102동          |      | 대야동 | 150m | 49층 | 2020년    | [ 2 ]                                 |
| 2=   | 시흥 센트럴 푸르지오 103동          |      | 대야동 | 150m | 49층 | 2020년    | [ 3 ]                                 |
| 4    | 시흥 센트럴 푸르지오 104동          |      | 대야동 | 138m | 45층 | 2020년    | [ 4 ]                                 |
| 5=   | 시흥 센트럴 푸르지오 105동          |      | 대야동 | 136m | 45층 | 2020년    | [ 5 ]                                 |
| 5=   | 시흥 센트럴 푸르지오 106동          |      | 대야동 | 136m | 45층 | 2020년    | [ 6 ]                                 |
| 7    | 시흥 센트럴 푸르지오 107동          |      | 대야동 | 135m | 45층 | 2020년    | [ 7 ]                                 |
| 8=   | 블루밍더파크                        |      | 월곶동 | 127m | 39층 | 2021년    | [ 8 ]                                 |
| 8=   | 시흥 센트럴 푸르지오 110동          |      | 대야동 | 127m | 49층 | 2020년    | [ 9 ]                                 |
| 10=  | 시흥 센트럴 푸르지오 108동          |      | 대야동 | 121m | 49층 | 2020년    | [ 10 ]                                |
| 10=  | 시흥 센트럴 푸르지오 109동          |      | 대야동 | 121m | 49층 | 2020년    | [ 11 ]                                |
| 12=  | 한라비발디캠퍼스 207동              |      | 정왕동 | 118m | 40층 | 2018년    | [ 12 ]                                |
| 12=  | 한라비발디캠퍼스 210동              |      | 정왕동 | 118m | 40층 | 2018년    | [ 13 ]                                |
| 14=  | 시흥 배곧 C2 호반써밋플레이스 202동 |      | 정왕동 | 115m | 35층 | 2019년    | [ 14 ]                                |
| 14=  | 시흥 배곧 C2 호반써밋플레이스 203동 |      | 정왕동 | 115m | 35층 | 2019년    | [ 15 ]                                |
| 14=  | 시흥 배곧 C2 호반써밋플레이스 204동 |      | 정왕동 | 115m | 35층 | 2019년    | [ 16 ]                                |

## 같이 보기
- 시흥시
- 마천루 목록
- 아시아의 마천루 목록
- 대한민국의 마천루 목록